# Greg Christian

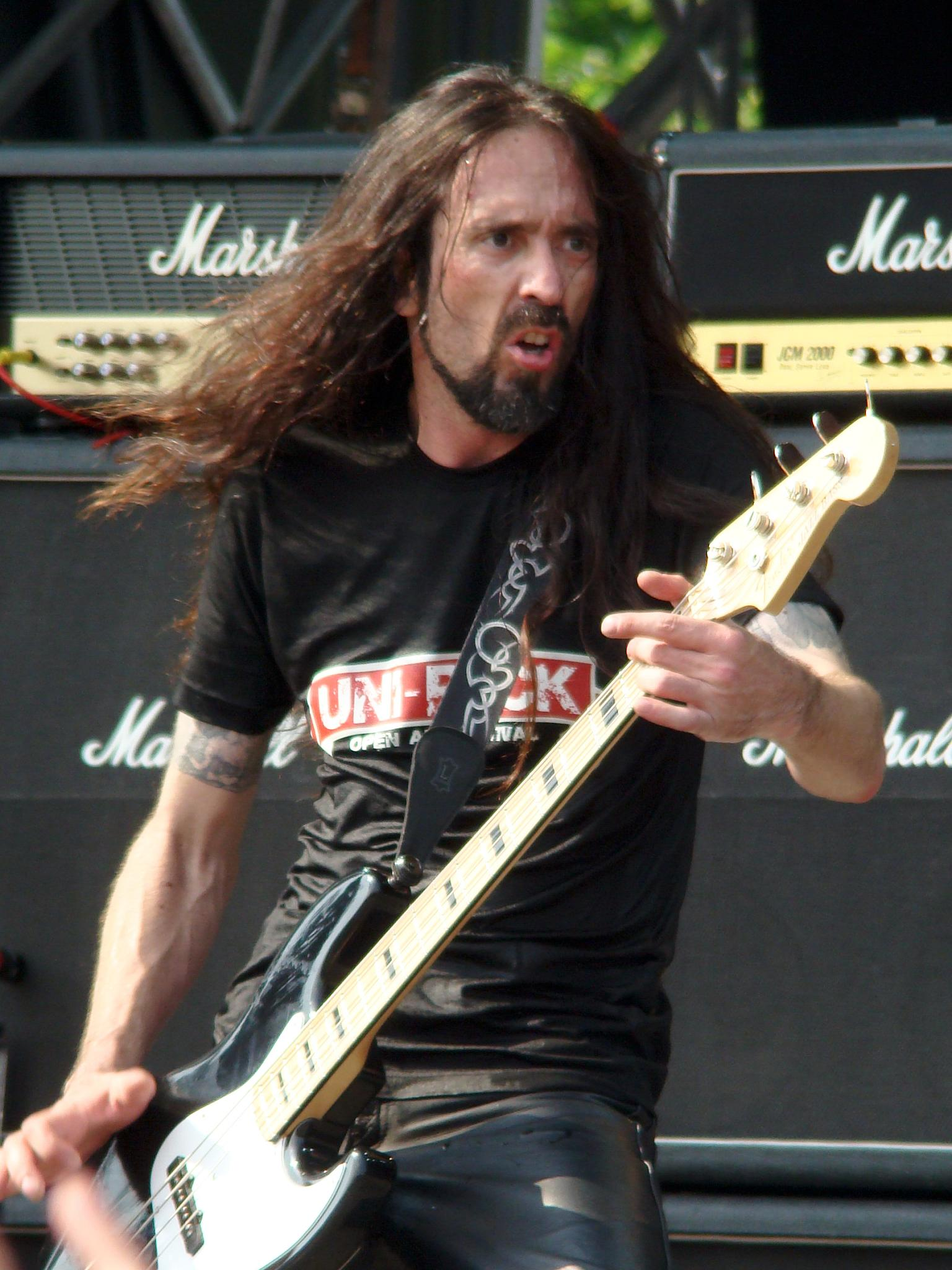
Greg Christian dal vivo con i Testament

Greg Christian (29 aprile 1966) è un bassista statunitense che ha militato nel gruppo thrash metal Testament.

## Biografia
Egli è, assieme al chitarrista e fondatore Eric Peterson, l'unico membro che fu presente sin dalla nascita del gruppo, ovvero dal 1983.
La sua permanenza nei Testament terminò nel 1996, dopo il tour dell'album Low, ritirandosi dalla musica per un po' di tempo e dedicandosi maggiormente alla sua famiglia. Successivamente ha fatto parte di altri gruppi metal che non hanno però mai raggiunto visibilità.
Nel 2005 è ritornato con i Testament, intraprendendo il Reunion Tour con la stessa formazione degli esordi, fatta eccezione del batterista Louie Clemente, sostituito prima da Nicholas Barker e poi da Paul Bostaph. Nel 2014 ha definitivamente lasciato la band.
Oltre ai Testament, Greg ha un'altra band chiamata Havochate, con la quale ha pubblicato un disco nel 2005. Da molti è definito come un bravo bassista dal suono chiaro e definito (nel brano Urotsukidoji dell'album Low eseguì anche un assolo di basso).

## Discografia

### Con i Testament
- 1987 – The Legacy
- 1988 – The New Order
- 1989 – Practice What You Preach
- 1990 – Souls of Black
- 1992 – The Ritual
- 1994 – Low
- 2008 – The Formation of Damnation
- 2012 – Dark Roots of Earth